# Soufiane El-Faouzi
Soufiane El-Faouzi (* 13. Juli 2002 in Siegen) ist ein deutscher Fußballspieler.

## Karriere
El-Faouzi spielte bis 2020 in den U-Mannschaften der Sportfreunde Siegen. Am 20. Oktober 2019 bestritt er für die 1. Mannschaft der Sportfreunde eine Partie in der Oberliga Westfalen. Bei diesem 2:2 gegen den RSV Meinerzhagen kam er in der 75. Spielminute aufs Feld. Im Sommer 2020 schloss er sich dem SC Paderborn 07 an. In seiner ersten Spielzeit für Paderborn lief er für die U19 in der A-Junioren-Bundesliga und für die Zweitvertretung in der Oberliga Westfalen auf. Am Ende der Spielzeit 2021/22 verpasste er mit dem Verein knapp den Aufstieg in die Regionalliga West.
Im Sommer 2022 schloss El-Faouzi sich der Zweitvertretung von Fortuna Düsseldorf an. Insgesamt bestritt er in 2 Spielzeiten 48 Partien in der Regionalliga West und erzielte dabei 2 Treffer für die Fortuna. Seit Sommer 2024 steht El-Faouzi bei Alemannia Aachen unter Vertrag. Sein Debüt in der 3. Liga gab er am 3. August 2024 (1. Spieltag) beim 2:1-Auswärtserfolg gegen Rot-Weiss Essen.
Im Sommer 2025 wechselte er in die 2. Bundesliga zum FC Schalke 04.